# Пас Вега
Пас Вега (на испански: Paz Vega) е испанска актриса и модел. Добива популярност с ролята на Лаура в испанския сериал Siete vidas. Признание в киното печели с филма Lucía y el sexo, режисиран от Хулио Медем през 2001 г., като печели в категорията Най-добро женско откритие на Наградите Гоя. С участието си във филма Solo mía, режисиран от Хулио Балагер през 2001 г., ѝ носи номинацията Най-добра актриса в същите награди.

## Биография
Пас Вега учи в училището „Санта Ана“ (Севиля) и в Института „Густаво Адолфо Бекер“. Прави първите си стъпки като актриса в театралната школа „Сан Хосе“, в Севиля. Започва да учи информационни науки, но се отказва и се мести в Мадрид, за да се посвети на актьорската работа.
Получава роли в телевизионните сериали Más que amigos, Compañeros и Siete vidas, като вече се представя с артистичната си фамилия Вега, взета от баба си.
Първата си важна рола в киното получава през 2001 г. във филма Lucía y el sexo, режисиран от Хулио Медем. През същата година участва със Серхи Лопес във филма Solo mía, режисиран от Хулио Балагер. На следващата година е номинирана в две категории на Наградите Гоя – Най-добро женско откритие (за филма Lucía y el sexo) и Най-добра актриса (за филма Solo mía); печели първата.
През 2002 г. участва във филмите Hable con ella на Педро Алмодовар и El otro lado de la cama на Емилио Мартинес-Ласаро, които са най-касовите испански филми за същата година.
През 2003 г. участва заедно с Леонардо Сбараглия във филма Carmen, режисиран от Висенте Аранда, а през 2004 г. заминава за САЩ, за да участва във филма Спенглиш, режисиран от Джеймс Брукс. През същата година участва в испанската продукция Di que sí, където си партнира със Санти Милан.
През 2006 г. се появява в музикалния клип на испанския певец Алехандро Санс към песента A la primera persona. През същата година изпълнява ролята на Катерина Сфорца във филма Los Borgia, режисиран от Антонио Ернандес, а малко след това участва във филма Чифликът на чучулигите, режисиран от братята Травиани.
През 2007 г. участва в американския филм The Spirit, режисиран от Франк Милър, където си партнира с Ева Мендес, Самюъл Джаксън и Скарлет Йохансон.
На 30 май 2008 г. Пас Вега е удостоена с почетния медал на град Севиля.
През октомври 2008 г. се присъединява към актьорския състав на испанския сериал LEX.
Продължава да развива международната си кариера и през 2009 г. участва във филма Triage, режисиран от Данис Танович, където си партнира с Колин Фарел и Кристофър Лий.
На 23 май 2010 г. Пас е удостоена със златния медал на провинция Севиля.
През 2015 г. печели награда YoGa в категорията Най-добра испанска актриса за филма La ignorancia de la Sangre, режисиран от Мануел Гомес Перейра.
През 2019 г. изпълнява главната отрицателна роля на Каталина Крил в мексиканската теленовела Свърталище на вълци, която е част от антологията Фабрика за мечти на Телевиса. Това е първата теленовела, в която участва Пас Вега.

## Личен живот
През 2002 г. се омъжва в Каракас за венецуелеца Орсон Енрике Саласар Роа.
На 2 май 2007 г. Пас Вега ражда първото си дете, Орсон. На 17 юли 2009 г. ражда дъщеря си Ава. На 13 август 2010 г. ражда втория си син, Ленон.

## Филмография

### Кино
- Рамбо: Последна кръв (2019)
- ¡Ay, mi madre! (2019)
- La vida inmoral de la pareja ideal (2016) – Лолес
- Beautiful & Twisted (2015) – Нарсиса Велис Пачеко
- All Roads Lead to Rome (2015) – Джулия Карни
- Kill the Messenger (2014) – Корал Бака
- Não Pare na Pista (2014) – Луиза
- El jesuíta (2014)
- Grace of Monaco (2014) – Мария Калас
- Marbel city (2013)
- Espectro (2013)
- Los amantes pasajeros (2013) – Алба
- María de Nazaret (2012) – Мария Магдалина
- Las mil y una noches (2012) – Намуна
- Мадагаскар 3 (2012) – Дублаж
- Cat Run (2011) – Катарина
- Don Mendo Rock ¿La venganza? (2010) – Лола
- Burning Palms (2009) – Бланка Хуарес
- Triage (2009) – Елена Моралес
- Not Forgotten (2009) – Амая
- The Spirit (2008)
- Las seis mujeres de Henry Lefay (2008) – Вероника
- The Human Contract (2008) – Мишел
- Teresa, el cuerpo de Cristo (2007) – Тереза Авилска
- Чифликът на чучулигите (2007) -	Нуник
- Fundido a negro (2006) – Леа Падовани
- Dame 10 razones (2006) – Скарлет
- Los Borgia (2006) – Катерина Сфорца
- Спенглиш (2005) – Флор
- Di que sí (2004) – Естрея Куевас
- Carmen (2003) – Кармен
- Novo (2002) – Исабел
- El otro lado de la cama (2002) – Соня
- Hable con ella (2002) – Ампаро
- Lucía y el sexo (2001) – Лусия
- Sólo mía (2001) – Анхела
- El chico en la puerta (2000)
- Sobreviviré (2000) – Асафата
- Nadie conoce a nadie (2000) – Ариадна
- Zapping (1999) – Елвира
- Perdón, perdón (1998) – Мария

### Телевизия
- Сърталище на вълци (2019) – Каталина Крил
- El Continental (2018) – Белис
- Paquita Salas (2018) – себе си
- Fugitiva (2018) – Магдалена Ескудеро Пелисер
- Perdóname, Señor (2017) – Сестра Лусия
- The OA (2016) – Рената
- Братството (2016) – Луиса Салинас
- Big Time in Hollywood, FL (2015) – Исабел Делгадо
- Las mil y una noches (2012) – Намуна
- LEX (2008) – Росио Жанер
- Siete vidas (1999 – 2006) – Лаура Артеагабейтия Перес
- Compañeros (1998) – Лус
- Más que amigos (1997) – Олга
- Menudo es mi padre (1997) – Олга

## Награди и номинации
Награди Гоя
| Година | Категория                 | Филм            | Резултат   |
| ------ | ------------------------- | --------------- | ---------- |
| 2001   | Най-добра актриса         | Sólo mía        | Номинирана |
| 2001   | Най-добро женско откритие | Lucía y el sexo | Печели     |